# Васьків Микола Степанович
Микола Степанович Васьків (нар. 5 жовтня 1963) — український літературознавець, педагог. Доктор філологічних наук. Професор.

## Життєпис
1981 року закінчив Дрогобицький державний педагогічний інститут імені Івана Франка. 1997 року захистив дисертацію на здобуття ступеня кандидата філологічних наук, 2010 року — на здобуття ступеня доктора філологічних наук.
Працював у Запорізькому національному університеті, у Кам'янець-Подільському національному університеті імені Івана Огієнка.
Від 2012 року працює в Київському університеті імені Бориса Грінченка. Професор кафедри української літератури, компративістики і соціальних комунікацій. Викладає теорію літератури, теорію поетичної мови, теорію журналістики.

## Праці
- Васьків М. С. Романні форми в українській літературі 1920-30-х років: Монографія / Микола Васьків. — Кам'янець-Подільський: ПП Буйницький О. А., 2009–325 с.
- Васьків М. С. Український еміграційний роман 1930-50-х років / Микола Васьків. — Кам'янець-Подільський: ПП «Медобори-2006», 2011. — 192 с.

## Нагороди
- Премія «Ars Translationis» (2019)